# GBU-57A/B MOP
GBU-57A/B MOP (الذخيرة الضخمة المخترقة) هي قنبلة موجهة بدقة، تزن 30,000-رطل (13,600 كـغ) خارقة للتحصينات تستخدمها القوات الجوية الأمريكية. إن قنبلة جي بي يو-57 (وحدة القنبلة الموجهة 57) أكبر بكثير من القنابل الخارقة للتحصينات التي كانت متاحة في السابق، والتي يبلغ وزنها 5,000-رطل (2,300 كـغ) GBU-28 وGBU-37. بسبب حجمها (طولها 6 أمتار ووزنها يزيد عن 12 طنًا) لا يمكن حملها إلا بواسطة قاذفات كبيرة الحجم - على سبيل المثال، بي-2 سبيرت.
صُممت لإنجاز مهمة صعبة ومعقدة تتمثل في الوصول إلى المخابئ العميقة تحت الأرض وتدميرها أو أسلحة الدمار الشامل الخاصة بالعدو الموجودة في منشآت محمية جيدًا.

## التطوير
في عام 2002، عملت شركة نورثروب جرومان وشركة لوكهيد مارتن على تطوير سلاح خارق للأرض بوزن 30,000-رطل (13,600 كـغ)، ولكن التمويل والصعوبات التقنية أديا إلى التخلي عن أعمال التطوير. وفي أعقاب غزو العراق عام 2003، كشف تحليل المواقع التي تعرضت للهجوم بالقنابل الخارقة للتحصينات عن ضعف القدرة على الاختراق ومستويات غير كافية من التدمير، وهو ما جدد الاهتمام بتطوير قنبلة أكبر حجمًا لتدمير المخابئ، فنشأ مشروع MOP من قبل وكالة الحد من التهديدات الدفاعية لتلبية متطلبات القوات الجوية طويلة الأمد.
لم يعلن سلاح الجو الأمريكي رسميًا عن متطلب عسكري محدد لقنبلة كبيرة جدًا، لكن لديه مفهوم لمجموعة من الأسلحة الخارقة والمتفجرة الكبيرة جدًا: ما يسمى بمجموعة "Big BLU"، والتي تتضمن قنبلة جي بي يو-43/بي (الانفجار الجوي الضخم). طُورت MOP في مختبر أبحاث القوات الجوية، مديرية الذخائر، قاعدة إيجلين الجوية، فلوريدا، وجرت أعمال تصميم واختبار في مرافق شركة بوينج. تحمل القنبلة وتطلق عبر طائرة بي-2 سبيريت، وتوجه باستخدام نظام تحديد المواقع العالمي. ومن المقرر أيضًا نشرها على طائرة بي-21 ريدر.
في يوليو 2007، أعلنت شركة نورثروب جرومان عن عقد لتجديد قاذفة شبح بقيمة 2.5 مليون دولار. من المفترض أن تكون كل طائرة بي-2 تابعة للقوات الجوية الأمريكية قادرة على حمل قنبلتين MOP وزن كل منهما حوالي 14 طنًا.
في مارس/آذار 2007، جرى اختبار تفجيري أولي لقنبلة MOP في نفق تابع لوكالة الحد من التهديدات الدفاعية (DTRA) في ميدان اختبار الصواريخ وايت ساندز في نيو مكسيكو.
في أكتوبر 2009، أفادت قناة أيه بي سي نيوز أن البنتاغون طلب وحصل على إذن من الكونجرس الأمريكي لتحويل التمويل من أجل تسريع المشروع. وأعلن لاحقًا أن تأخير التمويل والتحسينات في جدول الاختبار المخطط له يعني أن القنبلة لن تكون قابلة للنشر حتى ديسمبر 2010، أي بعد ستة أشهر من تاريخ التوفر الأصلي.
وقد حقق المشروع على الأقل إطلاقًا ناجحًا لرحلة تجريبية واحدة لـ MOP.
في أبريل 2011، طلبت القوات الجوية الأمريكية ثمانية قنابل MOP بالإضافة إلى المعدات الداعمة، مقابل 28 مليون دولار.
في سبتمبر 2011، تلقت القوات الجوية 20 قنبلة، مصممة لتسليمها بواسطة قاذفة بي-2. في فبراير 2012، وافق الكونجرس على تخصيص 81.6 مليون دولار لمواصلة تطوير وتحسين السلاح.
في نوفمبر 2011، أفادت وكالة بلومبرج أن قيادة الضربة العالمية للقوات الجوية بدأت في تلقي القنبلة الخارقة الضخمة وأن عمليات التسليم "ستلبي متطلبات الاحتياجات التشغيلية الحالية". وقد تسلمت القوات الجوية 16 وحدة MOP اعتبارًا من نوفمبر 2011. في مارس 2012، توفر "مخزون تشغيلي" في قاعدة وايتمان الجوية.
في عام 2012، طلب البنتاجون 82 مليون دولار لتطوير قوة اختراق أكبر للسلاح الحالي. ذكر تقرير صدر عام 2013 أن التطوير كان ناجحًا، وبدأ اختبار الدمج مع بي-2 في ذلك العام.

## الاستخدام
في فجر يوم 22 حزيران 2025، شن الجيش الأمريكي غارات على ثلاث منشآت نووية إيرانية، شملت استعمال اثنتي عشرة قنبلة من هذا الطراز لقصف منشأة فردو لتخصيب اليورانيوم.